# Dale Torborg
Dale Christian Torborg (Mountainside, 24 ottobre 1971) è un ex wrestler e allenatore di baseball statunitense.
È il figlio dell'ex manager della Major League Baseball Jeff Torborg. Attualmente è il coordinatore di condizionamento per i Chicago White Sox.

## Carriera
Nel 1999 la World Championship Wrestling, guidata da Eric Bischoff, raggiunge un accordo con la band rock Kiss per creare un lottatore a tema: "The KISS Demon". Il trucco, ispirato a quello di Gene Simmons è stato usato una volta sola da Brian Adams e poi, su rifiuto del primo, dato a Torborg. Il personaggio "The Demon" originariamente doveva essere l'inizio di una stable chiamata "The Warriors of KISS", in cui ogni wrestler avrebbe dovuto impersonare gli altri membri originali della band riguardo al loro look e trucco. In seguito, dopo la rottura del contratto con Bischoff, Torborg si fece chiamare semplicemente "The Demon" e fu collocato in una stable con Slayer e Insane Clown Posse chiamata "The Dark Carnival". Quando la WCW venne acquistata dall'allora World Wrestling Federation nel 2001, il contratto di Torborg non fu rinnovato.

## Nel wrestling
Mosse finali
- Love Gun (Cobra clutch slam)[1]
- Half nelson chokeslam
- You're Outta Here (Sleeper hold)[2]

Manager
- Asya
- Insane Clown Posse

Musica d'entrata
- God of Thunder dei Kiss